# 瓦卡佩蒂山
9°47′14″S 77°31′29″W / 9.78722°S 77.52472°W
瓦卡佩蒂山（Wank'ap'iti），是秘魯的山峰，位於該國北部安卡什大區，由艾哈區和蒂卡潘帕區負責管轄，屬於內格拉山脈的一部分，海拔高度4,976米。